# Édouard Remouchamps
Pour les articles homonymes, voir Édouard Remouchamps.
Œuvres principales
- Li Savetî (1859)
- Lès-amoûrs d'à Djèrå (1878)
- Tåtî l' pèriquî (1886)

Compléments
- Membre de la Société de langue et de littérature wallonnes

Édouard Remouchamps, né à Liège le 14 mai 1836 et mort à Grivegnée le 1er novembre 1900, est un dramaturge belge de langue wallonne. Il est également connu pour son activité de poète, et figure à ce titre dans l'Anthologie de la littérature dialectale de Wallonie.

## Biographie
Issu d'une famille bourgeoise et cultivée, il envisage d'entrer à l'Académie royale des beaux-arts de Liège, mais sa santé le contraint à travailler avec son père, dans la société familiale qui compte plusieurs meuneries en Hesbaye.
Il s'essaye malgré tout à l'écriture en composant des vers français et wallons. En 1859, il compose Li Sav'tî (le Sabotier), primé à un des concours de la Société de langue et de littérature wallonnes, qui lui vaut d'entrer comme membre titulaire au sein de la société. En 1878, il écrit Lès-amoûrs d'à Djèrå (Les amours de Gérard), mais c'est Tåtî l' pèriquî (Gauthier le coiffeur) qui lui apporte la consécration en 1885.
La première représentation eut lieu le 11 octobre 1885 au Casino Grétry du boulevard d'Avroy.
En parlant de la pièce, Maurice Piron écrit : 

« Le succès de cette dernière pièce, créée à Liège le 11 octobre 1885, fut prodigieux. C'était le Molière du Bourgeois gentilhomme dont le wallon retrouvait la veine à travers la peinture d'un type de tous les temps : le richard imaginaire. Au comique de caractère se joignait l'observation savoureuse d'un milieu populaire liégeois restitué dans un style frappé au coin du meilleur génie de la langue du terroir.
On a tout dit de Tåtî, de sa valeur qui contribua à la renaissance du théâtre dialectal [...] qui donna son premier souffle au mouvement wallon tout entier »

— Maurice Piron, Anthologie de la littérature wallonne
La pièce fut représentée dans toutes les provinces francophones, à Bruxelles, au Théâtre royal flamand de Bruxelles et à Anvers, provoquant maintes controverses, y compris dans des journaux flamands qui relevèrent que lors des représentations à Namur, la langue avait été adaptée, ce qui, aux yeux de la Vlaamsche illustratie, prouvait que le wallon n'était pas plus unifié que les parlers flamands. La pièce eut même les honneurs de la scène parisienne.
Le succès de cette pièce a été tel que le personnage est utilisé abondamment dans la publicité de tous types de produits à Liège et ailleurs. Malheureusement, Édouard Remouchamps ne réitère pas l'expérience et demeurera, dans l'esprit des Wallons, l'auteur de cette seule pièce majeure. À sa suite, de nombreuses personnes, parmi lesquelles Henri Simon se sont lancés dans une carrière de dramaturge wallon, de sorte que la période s'écoulant de 1885 à 1910 est la plus prolifique de l'histoire du théâtre de langue wallonne.
Le fils d'Édouard Remouchamps, Joseph-Maurice Remouchamps, est un des fondateurs du Musée de la Vie wallonne et en fût le premier directeur.

## Œuvres imprimées
- Li Savetî, Liège, J.G. Carmanne, 1859, 71 p.
- Lès Amours da Gèra, Liège, Vaillant-Carmanne, 1878, 79 p.
- Poésies wallonnes, Liège, Vaillant-Carmanne, 1880, 16 p.
- Contes wallons, Liège, Vaillant-Carmanne, 1884, 13 p.
- Tåtî l' pèriquî, Liège, Vaillant-Carmanne, 1886, 98 p. (le texte a été réédité en 1888, 1910, 1911 et 1934, avec commentaires et annotations).

## Hommages

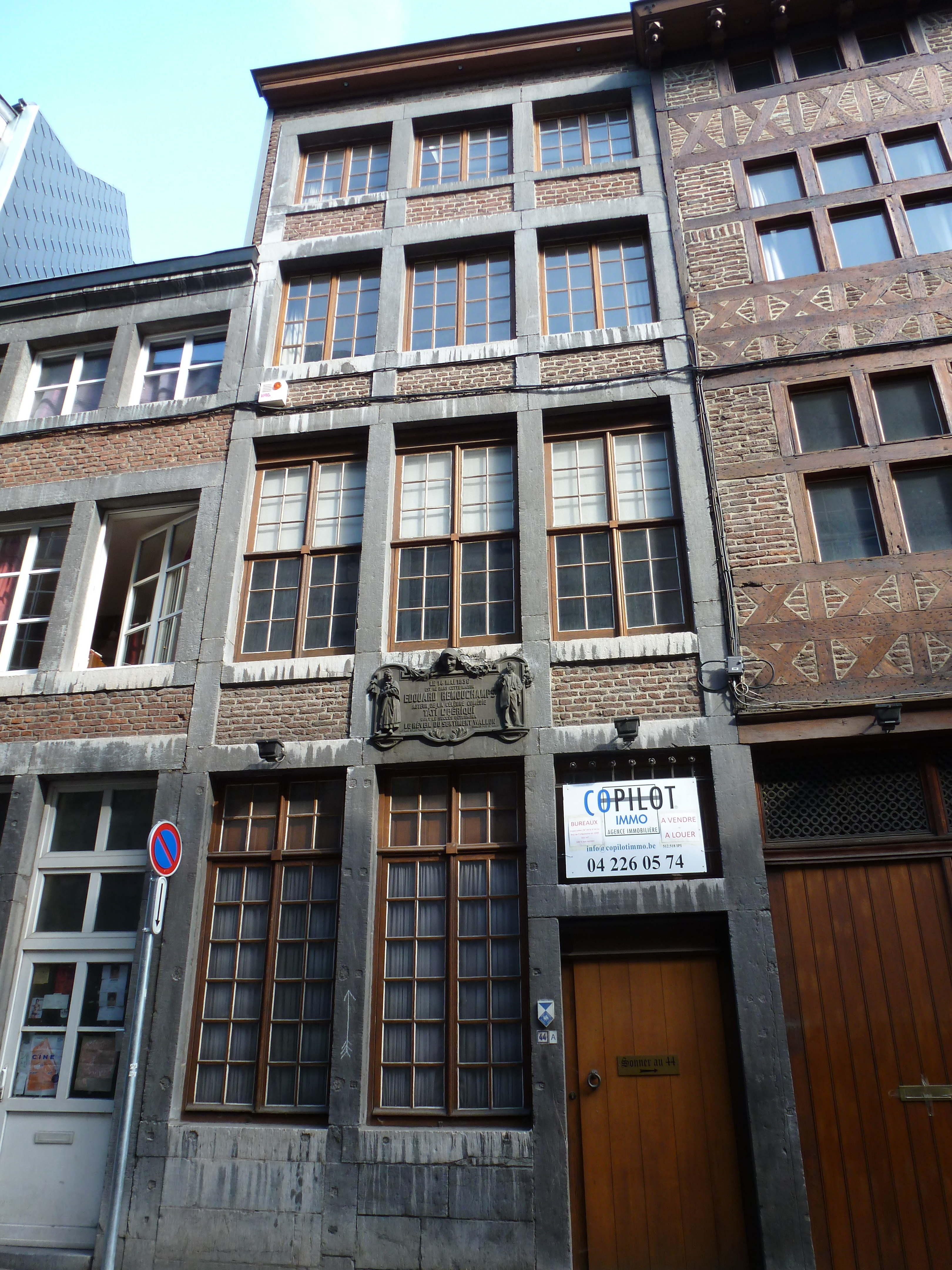
Maison natale d'Édouard Remouchamps au no 44 de la rue du Palais.

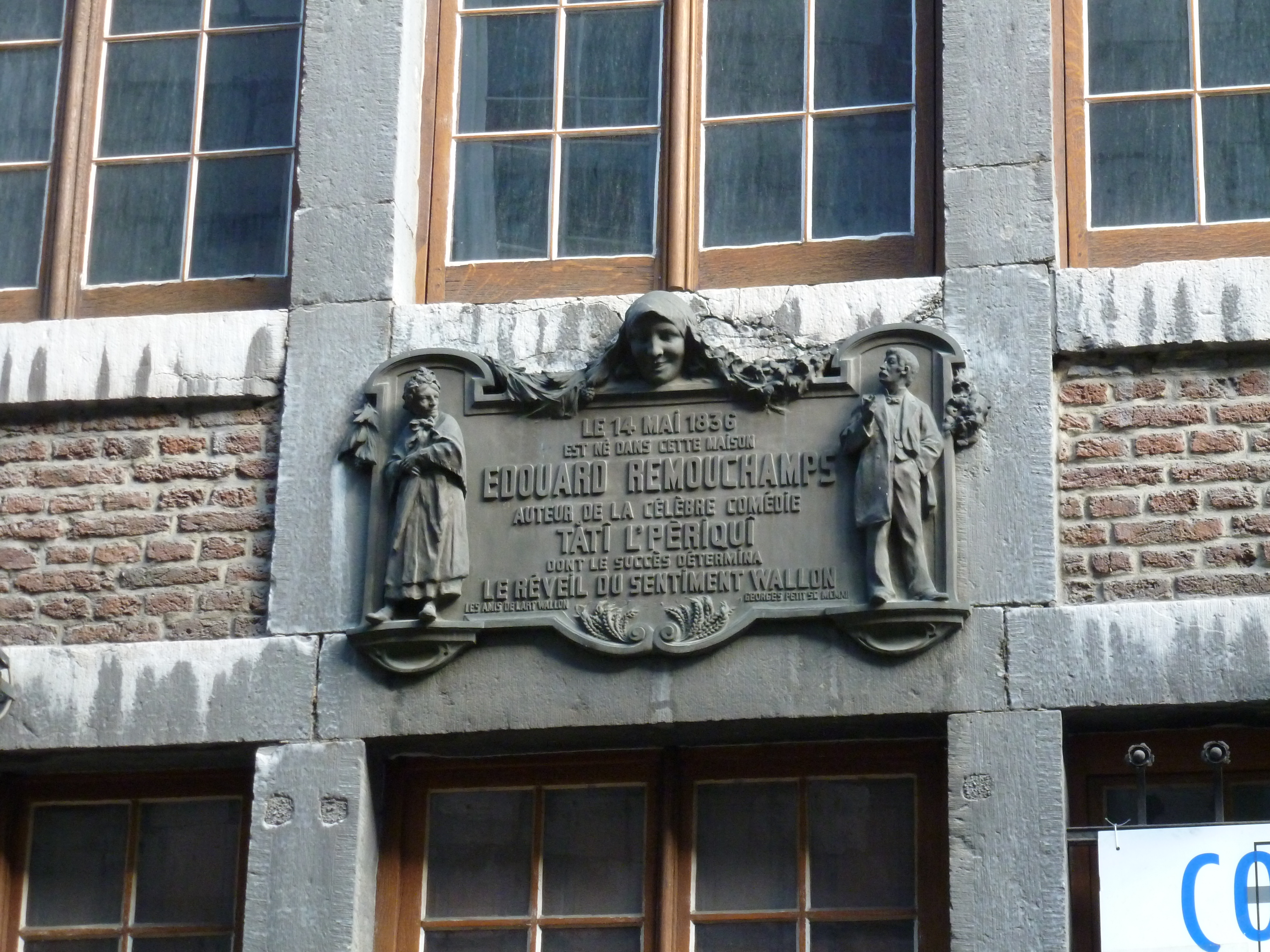
Mémorial Édouard Remouchamps par Georges Petit au no 44 de la rue du Palais.

Le mémorial réalisé par Georges Petit, réalisé en 1912, orne la maison de sa naissance sise au no 44 de la rue du Palais à Liège.
La rue Édouard Remouchamps lui a été consacrée à Liège dans le quartier Longdoz, ainsi qu'à Grâce-Hollogne.